# Corona Championship
Corona Championship jest jednym z zawodów kobiecego cyklu zawodowych rozgrywek LPGA Tour. Od samego początku (2005) rozgrywany jest na tym samym polu golfowym – Tres Marias Residential Golf Club w Meksyku. Aktualną mistrzynią (2009) i jednocześnie zawodniczką z największą liczbą zwycięstw w tym turnieju (3) jest  Meksykanka Lorena Ochoa.

## Zwyciężczynie
| Data                     | Mistrzyni        | Wynik                 | Przewaga    | 2. miejsce                    |
| ------------------------ | ---------------- | --------------------- | ----------- | ----------------------------- |
| 26 kwietnia 2009(dts)    | Lorena Ochoa     | -25 (65-65-69-68=267) | 1 uderzenie | Suzann Pettersen              |
| 13 kwietnia 2008(dts)    | Lorena Ochoa     | -25 (66-66-66-69=267) | 11 uderzeń  | Kim Song-hee                  |
| 29 kwietnia 2007(dts)    | Silvia Cavalleri | -20 (69-68-69-66=272) | 2 uderzenia | Lorena Ochoa, Julieta Granada |
| 8 października 2006(dts) | Lorena Ochoa     | -20 (71-64-68-69=272) | 5 uderzeń   | Julieta Granada               |
| 24 kwietnia 2005(dts)    | Carin Koch       | -9 (68-69-71-71=279)  | 6 uderzeń   | Karine Icher                  |

## Historia
| Data                  | Miejsce zawodów                      | Pula nagród | Nagroda za 1. miejsce |
| --------------------- | ------------------------------------ | ----------- | --------------------- |
| 23-26 kwietnia 2009   | Tres Marias Residential Country Club | $1.300.000  | $195.000              |
| 10-13 kwietnia 2008   | Tres Marias Residential Country Club | $1.300.000  | $195.000              |
| 26-29 kwietnia 2007   | Tres Marias Residential Country Club | $1.300.000  | $195.000              |
| 5-8 października 2006 | Tres Marias Residential Country Club | $1.000.000  | $150.000              |
| 21-24 kwietnia 2005   | Tres Marias Residential Country Club | $1.000.000  | $150.000              |

### Zmiany nazwy
- 2005-2006: Corona Morelia Championship
- 2007-teraz:  Corona Championship